# Scandia corrugata
Scandia corrugata is een hydroïdpoliep uit de familie Hebellidae. De poliep komt uit het geslacht Scandia. Scandia corrugata werd in 1938 voor het eerst wetenschappelijk beschreven door Fraser. 